# Libert Rosenstierna
Libert Rosenstierna, född 29 september 1679 i Uppland, död 25 augusti 1732, var en svensk adelsman och militär. 

## Biografi
Libert Rosenstierna föddes 1679 i Uppland. Han var son till gårdsägaren Olof Rosenstierna och Margareta Rosenstråle född i adelsätten Rosenstråle. Rosenstierna blev 22 november 1692 student vid Uppsala universitet och blev 20 mars 1697 volontär vid livgardet. Han blev 1698 förare och sergeant vid livgardet och 3 april 1700 fänrik. Den 11 september 1700 blev han löjtnant och 28 mars 1704 kapten vid livgardet. Rosenstierna blev 4 januari 1712 överstelöjtnant och generaladjutant av flygeln. År 1716 blev han kommendant i Malmö och var från 26 juni samma år överste för Västgöta-Dals regemente. Han blev 2 mars 1720 friherre med namnet Rosenstierna och introducerades samma år som nummer 179. Rosenstierna blev 28 maj 1722 generalmajor av infanteriet. Han avled 1732 och begravdes i Rosenstiernska graven i Vårdinge kyrka, där hans vapen sattes upp.
Rosenstierna ägde gårdarna Ed i Voxtorps socken och Sandbro i Björklinge socken.

### Familj
Rosenstierna gifte sig första gången 17 augusti 1718 på Stola med grevinnan Beata Elisabet Ekeblad (1694–1723). Hon var dotter till riksrådet Claes Ekeblad och friherrinnan Hedvig Mörner af Morlanda. De fick tillsammans dottern Fredrika Eleonora Rosenstierna (1723–1766) som var gift med ryttmästaren Abraham Christer Meijendorff von Yxkull.
Rosenstierna gifte sig andra gången 5 februari 1728 med Magdalena Eleonora Lilliehöök af Gälared och Kolbäck. Hon var dotter till översten Göran Lilliehöök af Gälared och Kolbäck och grevinnan Margareta Sabina von Ascheberg.